# Arenarba destitutella
Arenarba destitutella là một loài bướm đêm trong họ Noctuidae.